# 빈티엔
빈티엔(베트남어: vinh Thiên / 永天 영천, 1420년 6월)은 제4차 중국의 베트남 지배시기에 봉기를 일으킨 천상제(天上帝) 레응아(베트남어: Lê Ngạ / 黎餓 여아)가 사용한 연호이다.

## 개원 기록
- 《대월사기전서》(大越史記全書) 권10 본기실록1 - 태조고황제(太祖高皇帝)[2]

## 연대 대조표
| 빈티엔 | 서기(西紀) | 간지(干支) | 명나라 연호     |
| 원년   | 1420년     | 경자(庚子) | 영락(永樂) 18년 |